# Hart bei Graz
Hart bei Graz osztrák község Stájerország Graz-környéki járásában. 2017 januárjában 4942 lakosa volt.

## Elhelyezkedése

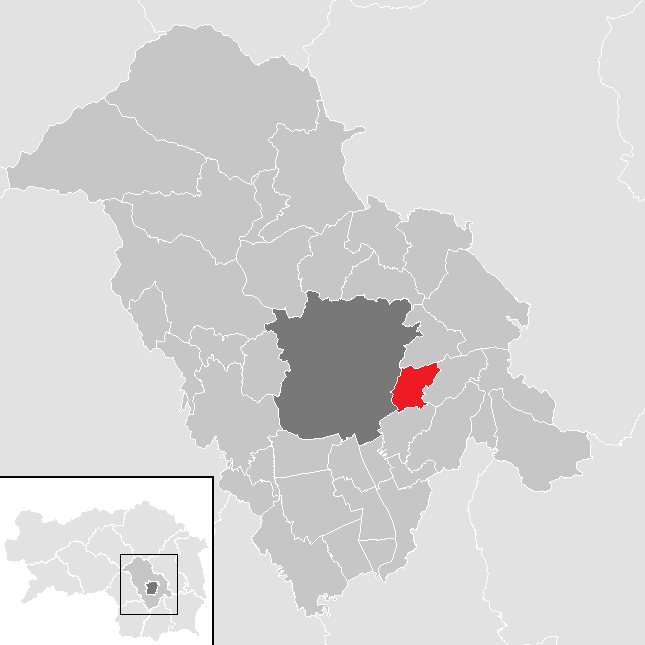
Hart bei Graz a Graz-környéki járásban

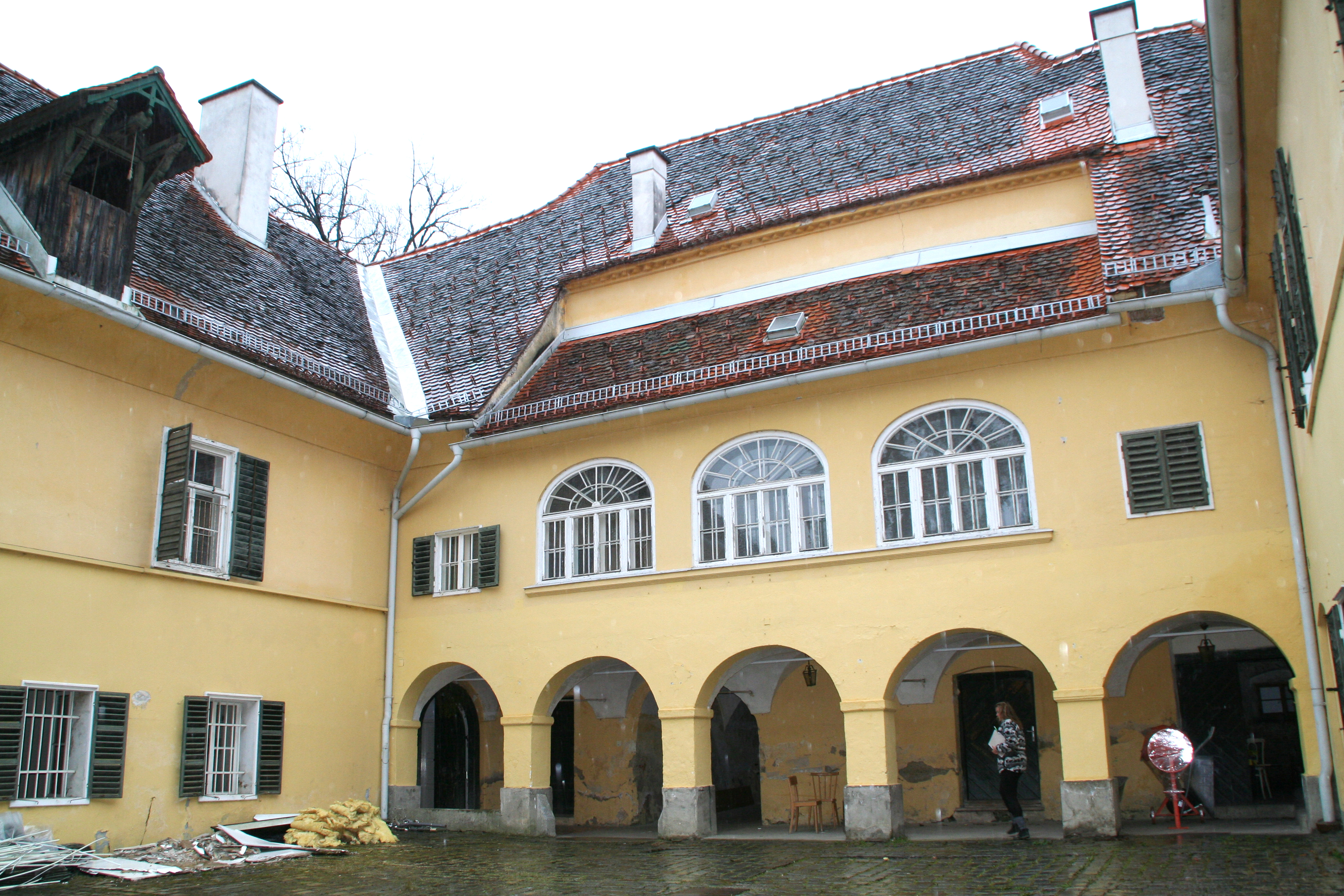
Reinthal kastélyának udvara

Hart bei Graz a Kelet-stájerországi dombság nyugati peremén fekszik, közvetlenül keletre Graztól. Az önkormányzat Hart, Messendorf és Pachern településeket egyesíti.
A környező önkormányzatok: északra Kainbach bei Graz, keletre Laßnitzhöhe, délre Raaba-Grambach, nyugatra Graz.

## Története
Hart nagyobb, egységes településként csak a 16. századra alakult ki a bortermelő dombságra települő korábbi tanyákból. Neve nagy erdőt jelent (amely a művelés előtt borította a dombvidéket) és írásban először csak 1608-ban jelenik meg. Az erdőség kiirtása és a mezőgazdasági művelés alá vétele nagyobb arányban a frankok 8. században kezdődő betelepítésével vette kezdetét, bár már korábban, a 6. századtól élt erre szláv népesség.
A községi önkormányzat azután jöhetett létre, hogy az 1848-as bécsi forradalom eltörölte a feudális birtokviszonyokat. Az Anschluss után a nagynémet kormányzat 1938-ban a környező települések beolvasztásával kialakította Nagy-Grazot; erre a sorsra jutott a szomszédos Messendorf nagyobbik része: a maradékot Harttal egyesítették, amelyet ekkor átneveztek Hart bei St. Peter-re.
A községet 1986-ban Hart bei Graz-ra nevezték át.

## Lakosság
A Hart bei Graz-i önkormányzat területén 2017 januárjában 4942 fő élt. A lakosságszám 1939 óta erőteljesen gyarapodó tendenciát mutat (azóta gyakorlatilag megötszöröződött a népesség), amelyben nagy szerepe van a Grazból az agglomerációba kiköltözőknek. 2015-ben a helybeliek 92,2%-a volt osztrák állampolgár; a külföldiek közül 2,8% a régi (2004 előtti), 2,4% az új EU-tagállamokból érkezett. 0,6% a volt Jugoszlávia (Szlovénia és Horvátország nélkül) vagy Törökország, 2% egyéb országok polgára. 2001-ben a lakosok 76,7%-a római katolikusnak, 6,6% evangélikusnak, 13,6% pedig felekezet nélkülinek vallotta magát. Ugyanekkor 5 magyar élt a községben.

## Látnivalók
- Reinthal kastélyának helyén a 16. századig a reini kolostor majorsága állt. Ekkor épült meg a nemesi kúria, amely számos tulajdonosváltás után 1967-ben került Graz városához.
- a Szt. Rupert-templom 1960-ban épült.
- a barokk Szűz Mária és Nepomuki Szt. János-szobrok

## Fordítás
- Ez a szócikk részben vagy egészben  a   Hart bei Graz című német Wikipédia-szócikk ezen változatának fordításán alapul.  Az eredeti cikk szerkesztőit annak laptörténete sorolja fel. Ez a jelzés csupán a megfogalmazás eredetét és a szerzői jogokat jelzi, nem szolgál a cikkben szereplő információk forrásmegjelöléseként.